# Pseudepipona tricolor
Pseudepipona tricolor är en stekelart som beskrevs av Gusenleitner 1976. Pseudepipona tricolor ingår i släktet Pseudepipona och familjen Eumenidae. Inga underarter finns listade i Catalogue of Life.